# Price cap
Regulação Price Cap, Sistema "preço-máximo" ou simplesmente Price Cap é uma forma de regulação desenvolvida, na década de 80, no Reino Unido. Tal sistema foi criado pelo economista Stephen Littlechild e foi aplicado em todos os "utilities" britânicos privados. Ele contrapõe-se à regulação de taxa de retorno, na qual as empresas determinam uma taxa de retorno sobre o capital, bem como a regulação com base no Custo Marginal - onde o lucro é totalmente regulado.
O Price-Cap também é conhecido como modelo RPI-X, baseia-se na fixação de um preço teto, para cada ano, baseado com base no Retail Base Índex (RPI), geralmente um índice de inflação, e um fator de eficiência X.Para cada ano o preço teto e baseado no preço do ano anterior ajustado pelo índice de inflação menos o fator de eficiência X determinado pelo regulador.O preço teto pode ainda ser ajustado por um Índice de correção Z que mede o efeito de eventos exógenos que afetam os custos das concessionárias. 

## Histórico
Com o neoliberalismo e a transferência de certas responsabilidades estatais de alguns serviços de "interesse público" houve o surgimento do chamado Monopólio Natural. Tal monopólio é decorrência da existência de somente um prestador de serviço em algumas áreas específicas, como por exemplo a água e a energia elétrica. No Brasil, como consequência do monopólio, criou-se as agências de regulação que possuem o papel de gerir o poder regulador.

### Características do modelo
Dentre as características do modelo destacam-se: o teto tarifário - imposto pelo governo - e o reajuste por índice de preços. Este, que reflete a taxa de inflação nacional, é o responsável direto pela diminuição nos custos das empresas, pois com a existência do teto, elas têm que trabalhar na diminuição nos custos com vistas a garantir seus lucros.